# Kanton Semur-en-Auxois
Semur-en-Auxois is een kanton van het Franse departement Côte-d'Or. Het kanton maakt deel uit van het arrondissement Montbard.

## Gemeenten
Het kanton Semur-en-Auxois omvatte tot 2014 de volgende 29 gemeenten:
- Bard-lès-Époisses
- Charigny
- Chassey
- Corrombles
- Corsaint
- Courcelles-Frémoy
- Courcelles-lès-Semur
- Époisses
- Flée
- Forléans
- Genay
- Jeux-lès-Bard
- Juilly
- Lantilly
- Magny-la-Ville
- Massingy-lès-Semur
- Millery
- Montberthault
- Montigny-sur-Armançon
- Pont-et-Massène
- Saint-Euphrône
- Semur-en-Auxois (hoofdplaats)
- Souhey
- Torcy-et-Pouligny
- Toutry
- Vic-de-Chassenay
- Vieux-Château
- Villars-et-Villenotte
- Villeneuve-sous-Charigny

Door de herindeling van de kantons bij decreet van 18 februari 2014, met uitwerking op 22 maart 2015, werden de 60 gemeenten van de kantons Vitteaux, Précy-sous-Thil en Saulieu aan het kanton toegevoegd;

 Op 1 januari 2019 werden de gemeenten Bierre-lès-Semur en Flée samengevoegd tot de fusiegemeente (commune nouvelle) Le Val-Larrey.
Bijgevolg is de lijst van toegevoegde gemeenten te herleiden tot de volgende: 
- Aisy-sous-Thil
- Arnay-sous-Vitteaux
- Avosnes
- Beurizot
- Boussey
- Brain
- Braux
- Brianny
- Champeau-en-Morvan
- Champrenault
- Charny
- Chevannay
- Clamerey
- Dampierre-en-Montagne
- Dompierre-en-Morvan
- Fontangy
- Gissey-le-Vieil
- Juillenay
- Lacour-d'Arcenay
- Marcellois
- Marcigny-sous-Thil
- Marcilly-et-Dracy
- Massingy-lès-Vitteaux
- Missery
- Molphey
- Montigny-Saint-Barthélemy
- Montlay-en-Auxois
- La Motte-Ternant
- Nan-sous-Thil
- Noidan
- Normier
- Posanges
- Précy-sous-Thil
- La Roche-en-Brenil
- Roilly
- Rouvray
- Saffres
- Saint-Andeux
- Saint-Didier
- Saint-Germain-de-Modéon
- Saint-Hélier
- Saint-Mesmin
- Saint-Thibault
- Sainte-Colombe-en-Auxois
- Saulieu
- Sincey-lès-Rouvray
- Soussey-sur-Brionne
- Thoisy-la-Berchère
- Thorey-sous-Charny
- Thoste
- Uncey-le-Franc
- Le Val-Larrey
- Velogny
- Vesvres
- Vic-sous-Thil
- Villargoix
- Villeberny
- Villeferry
- Villy-en-Auxois
- Vitteaux